# Sypilus ferrugineus
Sypilus ferrugineus là một loài bọ cánh cứng trong họ Cerambycidae.